# 貞松修蔵
貞松 修蔵（さだまつ しゅうぞう、1874年〈明治7年〉6月23日 - 1938年〈昭和13年〉3月31日）は、長崎県出身の教育者。
静岡県立中央図書館の前身である静岡県立葵文庫の初代文庫長（初代館長）。

## 経歴

### 青年期
1874年（明治7年）6月23日、長崎県東彼杵郡大村町（現・大村市）に生まれた。父は旧大村藩士の山田悟であり、二男だった。1887年（明治20年）、遠戚である貞松義一郎の養子となった。1892年（明治25年）7月19日、私立大村中学校（現・長崎県立大村高等学校）を卒業した。1900年（明治33年）、高等師範学校（現・筑波大学）を卒業し、英語科教員の免許を受領した。

### 教員時代
1900年（明治33年）には福岡県立中学明善校（現・福岡県立明善高等学校）の教諭となり、1901年（明治34年）には熊本県師範学校（現・熊本大学）の教諭となり、1912年（大正元年）には私立興譲館中学校（現・興譲館高等学校）の英語歴史科教授嘱託となった。1916年（大正5年）には岡山市視学に就任し、1919年（大正8年）10月30日には岡山市立図書館の初代館長に就任した。1920年（大正9年）には静岡県社会教育主事に就任した。

### 静岡県立葵文庫長

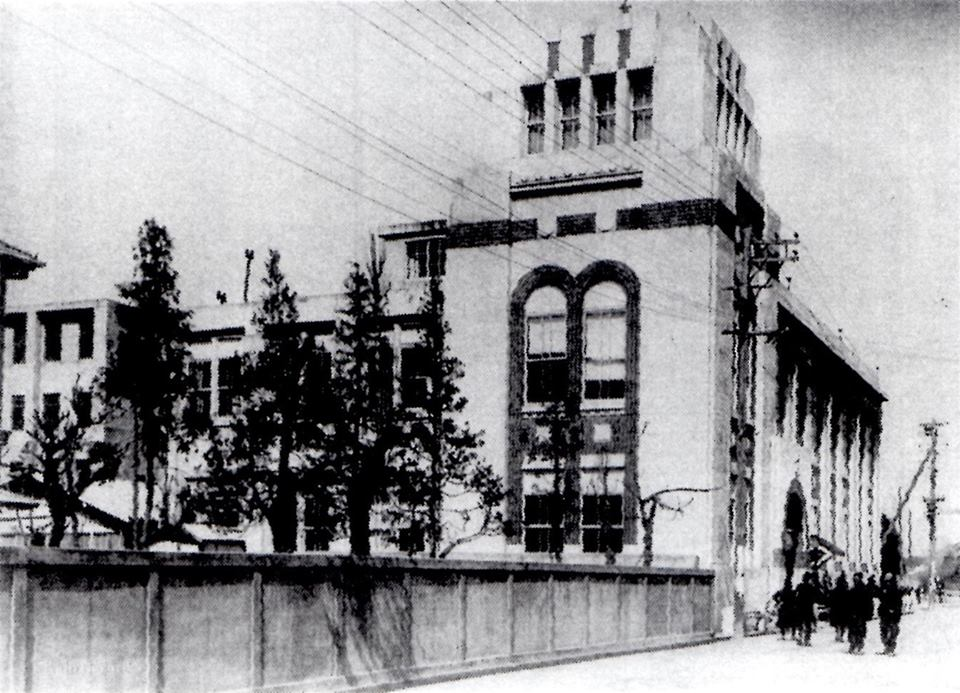
静岡県立葵文庫

1924年（大正13年）10月30日、静岡県社会教育主事の任を解かれ、静岡県立葵文庫（現・静岡県立中央図書館）の初代文庫長に就任して開館準備事務を開始した。1925年（大正14年）4月1日には静岡県立葵文庫が開館した。
1929年（昭和4年）6月、山梨稲川の百年祭の記念事業として、『山梨稲川集』全4冊を刊行した。1936年（昭和11年）3月31日、静岡県立葵文庫の初代文庫長を退任し、葵文庫の事務嘱託となった。

### 晩年
1937年（昭和12年）8月、ノエル・ショメルの『日用百科事典』厚生新編を復刻した。1938年（昭和13年）3月31日、脳溢血によって死去した。